# Jacopo Riccati
Jacopo Francesco Riccati, italijanski matematik in pravnik, * 28. maj 1676, Benetke, Beneška republika (sedaj Italija), 15. april 1754, Treviso, Beneška republika (sedaj Italija).
Riccati se je ukvarjal z integralnim računom in z diferencialnimi enačbami. Proučeval je integriranje linearne diferencialne enačbe prvega reda posebnega tipa, ki se imenuje po njem:
{\displaystyle y(x)=a(x)+b(x){\frac {\mathrm {d} y(x)}{\mathrm {d} x}}+c(x)\!\,.}
Reši se jo s kvadraturo, če se pozna njen integral.

## Življenje in delo
Najprej se je izobraževal v jezuitski šoli za plemstvo v Brescii. Leta 1693 je na Univerzi v Padovi začel študirati pravo. Tu je 7. junija 1696 doktoriral iz prava (LL.D.). Po Agnelijevem nasvetu za nadaljevanje dela v matematiki je študiral matematično analizo.
Prejel je več akademskih ponudb, vendar je vse zavrnil, zato da bi se lahko v celoti posvetil lastnemu raziskovanju matematične analize. Peter Veliki ga je povabil v Rusijo za predsednika sanktpeterburške akademije znanosti. Povabili so ga tudi na Dunaj za imperialnega svetovalca in mu ponudili mesto profesorja na Univerzi v padovi. Vse te ponudbe je zavrnil.
Beneški senat se je z njim velikokrat posvetoval o konstrukciji kanalov in nasipov vzdolž rek.
Nekaj njegovega dela o multinomih je na njegovo prošnjo izšlo v Agnesijevi knjigi o integralnem računu Instituzioni analitiche.
Njegov oče conte Montino Riccati je izhajal iz plemiške družine, ki je imela zemljo okrog Benetk. Njegova mati je bila iz vplivne družine Colonna. Oče je umrl leta 1686, ko je bil Riccati star le 10 let, in mu zapustil čedno posestvo v mestecu Castelfranco Veneto.
Jacopov sin Vincenzo je bil jezuit. Sledil je očetovim stopinjam kot matematik in bil pionir pri razvoju hiperboličnih funkcij.
Njegov drugi sin Giordano je prvi izmeril razmerje Youngovih modulov kovin in na ta način prehitel bolj znano Youngovo delo za 25 let.

## Priznanja
V letu 1723 so Riccatija imenovali za častnega akademika Akademije znanosti Inštituta v Bologni.